# Grande fontaine de Vauvillers
La grande fontaine de Vauvillers est une fontaine située à Vauvillers, en France.

## Localisation
La fontaine est située sur la commune de Vauvillers, dans le département français de la Haute-Saône.

## Historique
L'édifice est inscrit au titre des monuments historiques en 2011.